# Pericoptus truncatus

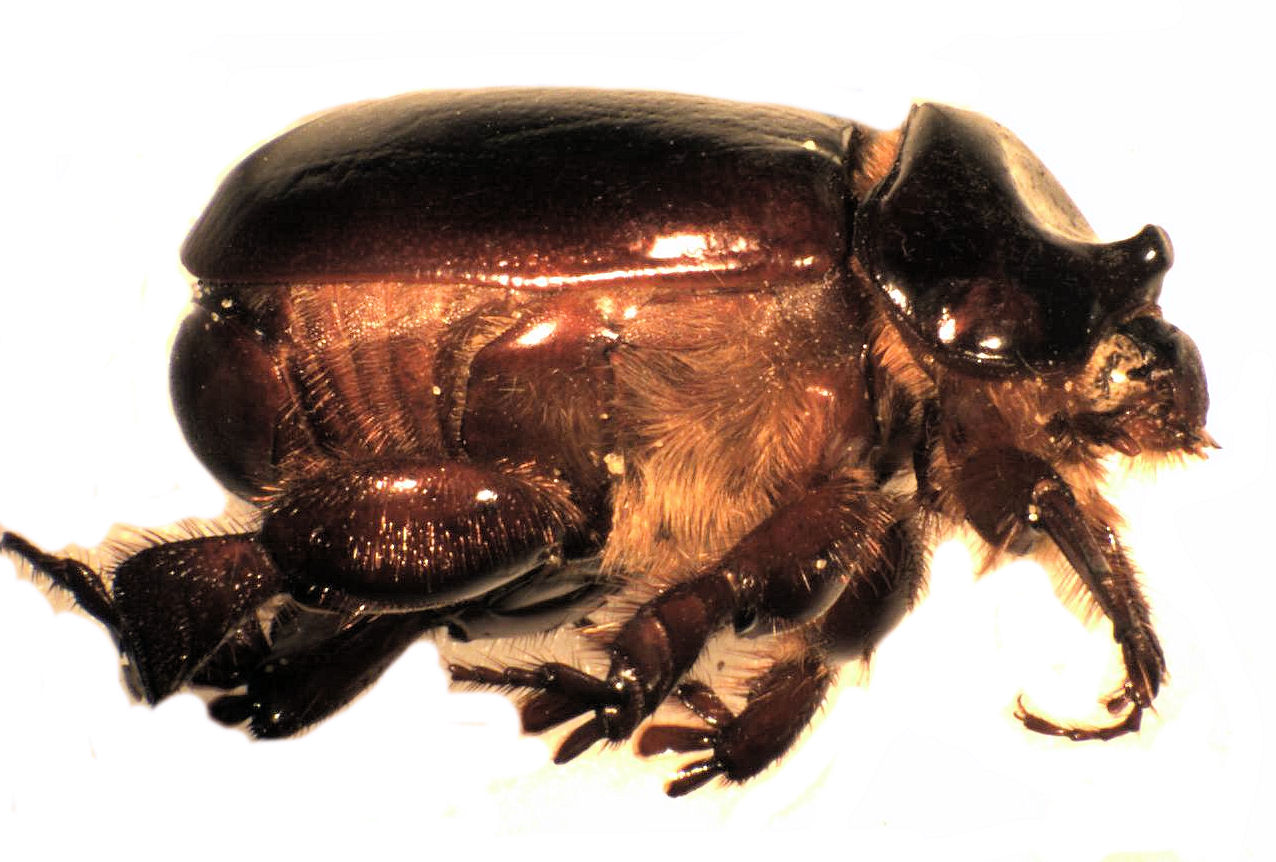
Vista lateral del macho Pericoptus truncatus

Pericoptus truncatus es un escarabajo de la arena de la familia  Scarabaeidae. Es nativo de Nueva Zelanda y se encuentra en diversas playas en la costa de Nueva Zelanda. Su nombre en māori (cultura indígena de la zona) es ngungutawa.
El adulto pasa las horas de luz del día enterrado en la arena, y emerge por la noche para volar alrededor en búsqueda de reproducción y comida. Deja rastros obvios en la arena por dónde camina. La hembra entierra los huevos profundamente en la arena y las grandes larvas blancas a menudo pueden ser encontradas bajo leños en la costa, aunque  se alimentan de raíces de plantas de las dunas.

## Descripción
Thomas Broun describió la especie como:

De color café oscuro, con un brillo moderado, patas y antenas ferruginosas (con aspecto parecido al hierro), la capa superior y el pigidio están desnudos, la capa inferior es de color castaño, variando en su matiz, el esternón está densamente cubierto con largos pelos amarrillos, y los costados del abdomen poseen pelos iguales, pero de menor longitud. 

La cabeza es pequeña, aplanada frente los ojos, donde comúnmente posee una pequeña protuberancia rugosa, siendo la porción posterior casi lisa. El protórax es más ancho que largo, con ángulos obtusos redondeados, tiene un apéndice sinuado detrás de cada ojo, y su base está anchamente bisinuada y ligeramente lobulada en el centro, los costados están redondeados y se aproximan entre sí hacia el frente; el tubérculo frontal es largo y aplanado por arriba, la depresión inmediatamente detrás, inexistente en algunos especímenes, ocupa una porción considerable de la superficie, hay una pequeña depresión transversal en el frente del escutelo, el resto de la superficie carece de impresiones bien definidas de cualquier tipo. El escutelo es grande, con forma de un triángulo curvilíneo, con puntos rugosos en la base. Los élitros son más anchos que el tórax, truncados en su parte posterior, y huecos indistintamente a lo largo de la sutura, a veces con unas líneas poco definidas a lo largo, toscamente, pero no profundamente, perforadas cerca de los costados. El pigidio es casi liso en el centro, pero con puntos rugosos en sus laterales. El esternón es más fino que denso, el abdomen, especialmente en los costados, es más distante y toscamente puntuado. Las tibias frontales son casi lisas en el centro pero toscamente puntiagudas cerca de los lados; la sección intermedia posee solo unas pocas impresiones puntiformes, y el apéndice y costado están ciliados con espinas toscas; las espinas posteriores son indistintamente bicarinadas y muy toscas, densas y rugosamente esculpidas.

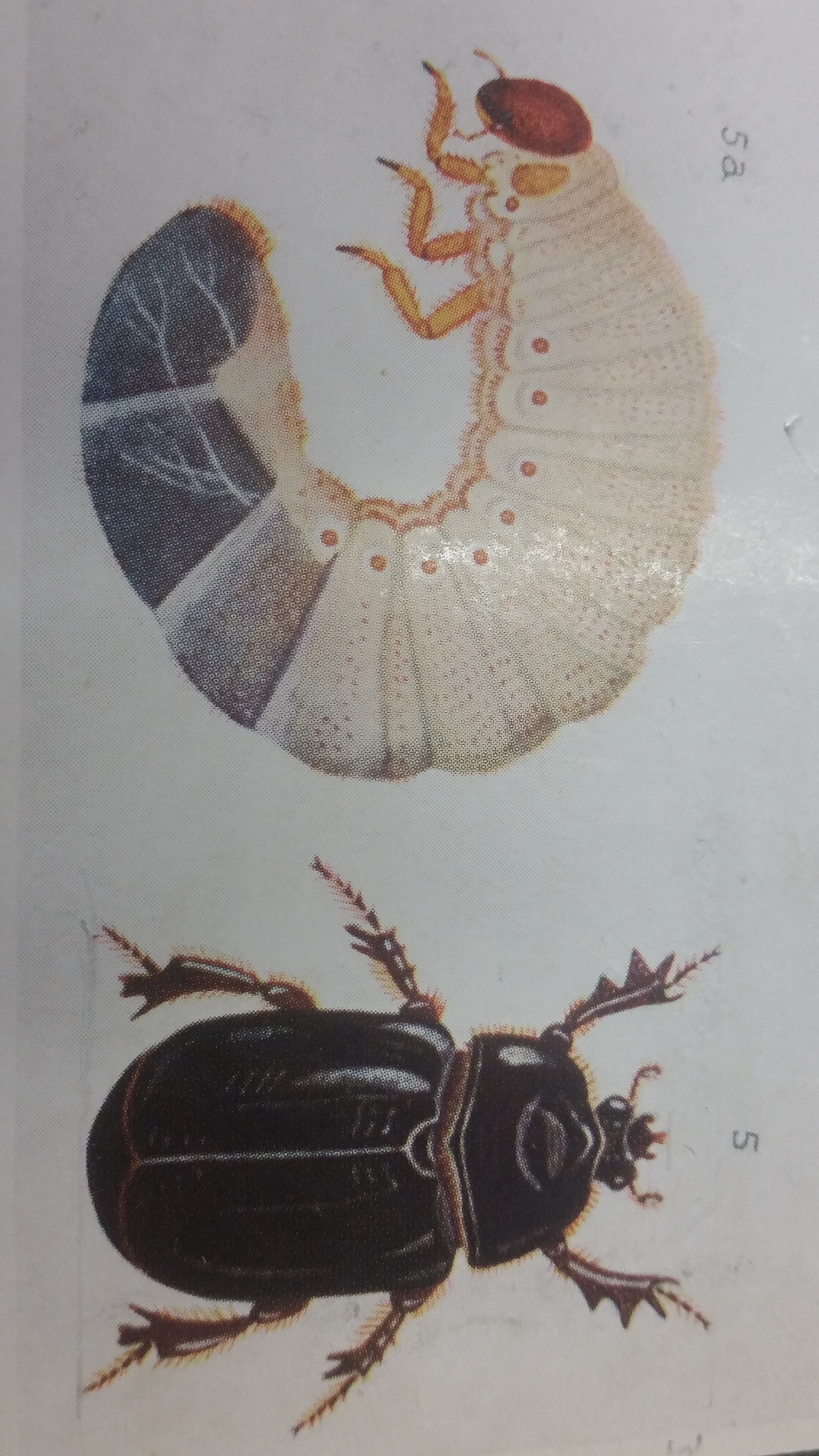
Estadios de larva (arriba) y adulto (abajo) de Pericoptus truncatus

## Distribución y hábitat
Pericoptus truncatus vive en áreas costeras arenosas donde abunda la madera flotante, desde Playa de las Noventa Millas (Victoria) a la bahía Surat, cerca de Bluff.  El escarabajo y sus larvas habitan el área que se extiende desde la marca de pleamar hasta las dunas de la playa.  No suelen aparecer en las dunas del interior de la isla.
Las larvas, las pupas y los adultos son comunes entre las raíces de la hierba Ammophila y debajo o dentro de madera en descomposición. Los escarabajos pueden ser encontrados en profundidades de hasta 1.2 m bajo tierra.

## Ecología
Las larvas de Pericoptus truncatus  tienen una asociación desconocida con los ácaros Mumulaelaps ammochostos, los cuales se han encontrado sobre la piel de las larvas. La asociación probablemente no es parásita y  ha sido sugerido que el ácaro de hecho puede alimentarse de otros ácaros y los nemátodos perjudiciales para las larvas.

## Amenazas

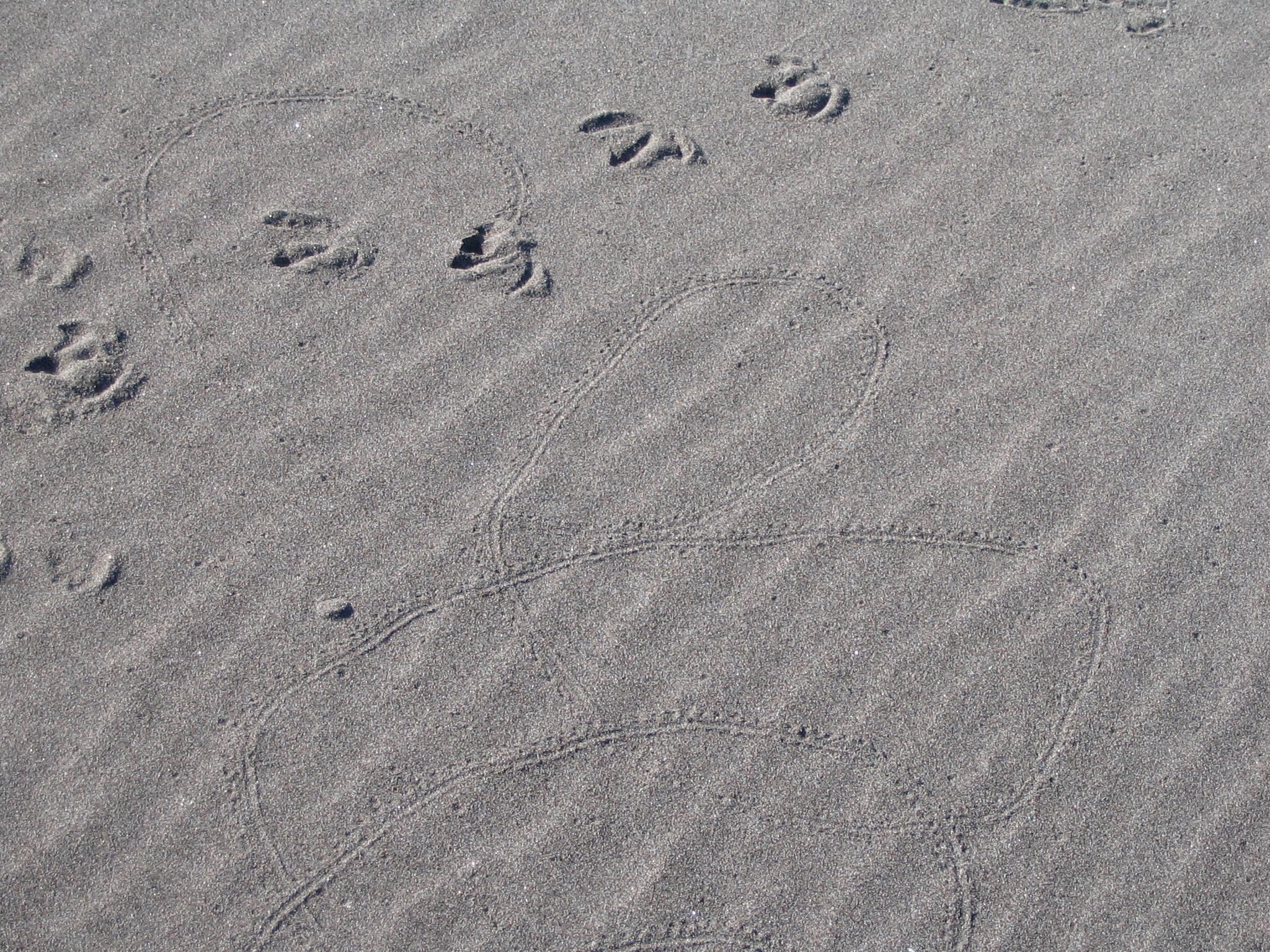
Rastros en la arena

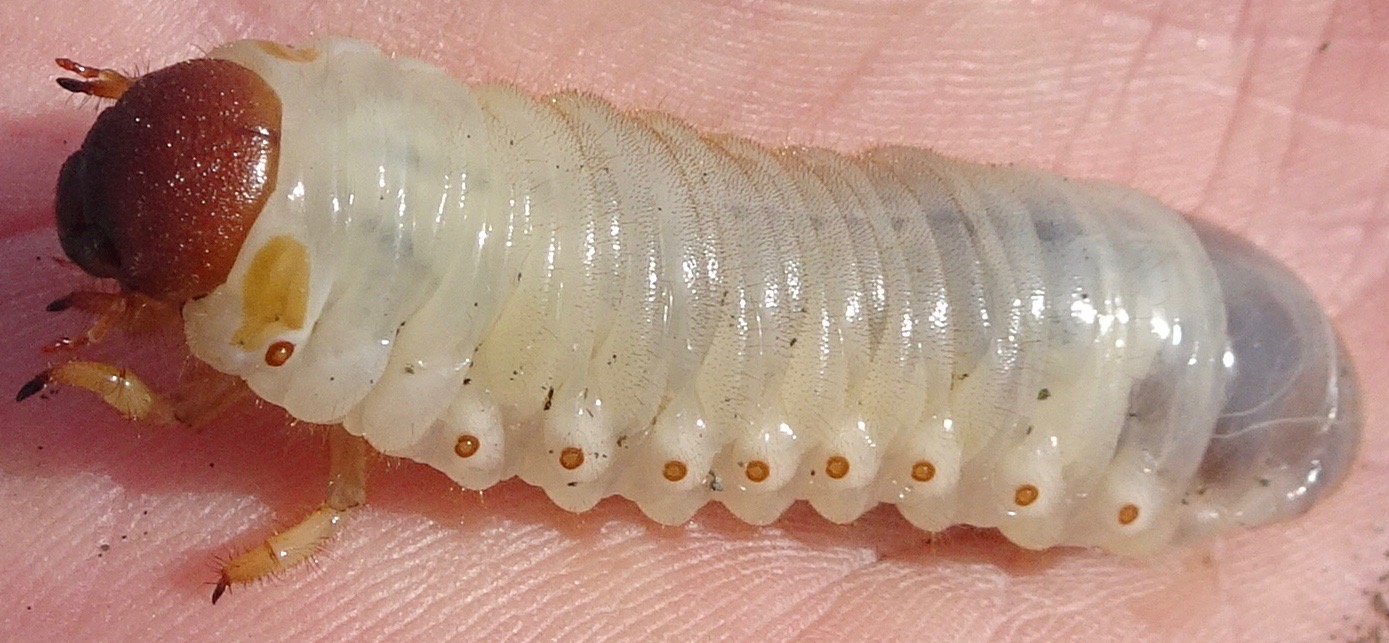
Larva hallada en madera descompuesta

Una especie no nativa de avispa de la familia Scoliidae, Radumeris tasmaniensis ha sido encontrada en los alrededores de Northland, Isla Norte, Nueva Zelanda. Esto ha provocado preocupación pues R. tasmaniensis es una especie parásita de las larvas de escarabajo. La avispa hembra pica a la larva de escarabajo con un veneno paralizante para posteriormente poner sus huevos en su interior. La larva de avispa eclosiona en el interior de la larva de escarabajo y se alimenta lentamente hasta alcanzar su etapa adulta.

### Parásitos
En ciertas épocas se ha observado a las larvas de Pericoptus truncatus sumergirse en la arena saturada de sal marina en la zona de bajamar y tras un rato regresan a las dunas de arena. Este comportamiento comúnmente se ha observado en la noche, pues quizá busca evitar depredadores diurnos como las aves. Se cree que las larvas de escarabajo llevan a cabo esta operación para deshacerse de sus parásitos.